# Navetes de Rafal Rubí
Les navetes de Rafal Rubí sont deux monuments funéraires de type naveta, datés de l'âge du bronze (moyen à final), localisés sur la commune d'Alaior, sur l'île de Minorque dans l'archipel des Îles Baléares en Espagne.

## Généralités
Les deux navetes sont distantes d'environ 90 m. Elles ont été bâties en appareil cyclopéen et leur architecture est identique, du type plan allongé avec abside. Elles comportaient à l'origine deux étages, les étages supérieurs étant désormais détruits, reliés entre eux par un conduit vertical de type cheminée qui s'ouvre dans le plafond de l'antichambre. Une datation par le carbone 14 d'ossements issus des deux navetes indique une période d'utilisation comprise entre 1130 et 820 av. J-C..
En 2013, l'Espagne a proposé l'inscription du site au titre de la « culture talayotique de Minorque » sur la liste indicative de l'UNESCO, préalable à une possible inscription au patrimoine mondial.

## Naveta nord
La naveta est sensiblement orientée au nord avec une ouverture sur l'extérieur au sud. Elle mesure 13,6 m de long sur 8,70 m au plus large. La façade du bâtiment est légèrement concave. Elle a été construite avec des blocs relativement réguliers disposés à l'horizontal. La hauteur maximale de l'édifice est actuellement de 3 m en façade, l'étage supérieur ayant été détruit par des oliviers sauvages qui s'y sont développés durant des années, mais l'amorce des parois du deuxième étage est encore visible. Les deux niveaux sont séparés par cinq grandes dalles posées à plat, mais il devait y en avoir six à l'origine. Le passage de l'antichambre vers la chambre s'opère par une dalle percée en son centre d'une ouverture étroite en forme de « porte de four ». L'encadrement de l'ouverture comporte une feuillure destinée à recevoir un dispositif de fermeture, probablement une porte en bois. Selon F. Hernández Sanz, l'abside a été démolie à la fin du XIXe siècle, par le propriétaire du bâtiment pour récupérer un veau qui s'y était réfugié et qu'on ne parvenait pas faire sortir de la naveta, puis reconstruite pour reboucher le trou antérieurement pratiqué.
La naveta a été fouillée et restaurée en 1977 par Guillem Rosselló Bordoy qui y a découvert des restes osseux humains dans les chambres inférieures et supérieures. En 2007, une étude de quelques ossements conservés au musée de Minorque a permis de déterminer qu'ils correspondaient à l'inhumation de dix-neuf personnes distinctes (hommes, femmes et enfants).
La naveta a été classée Bien d'Intérêt Culturel en 1966.

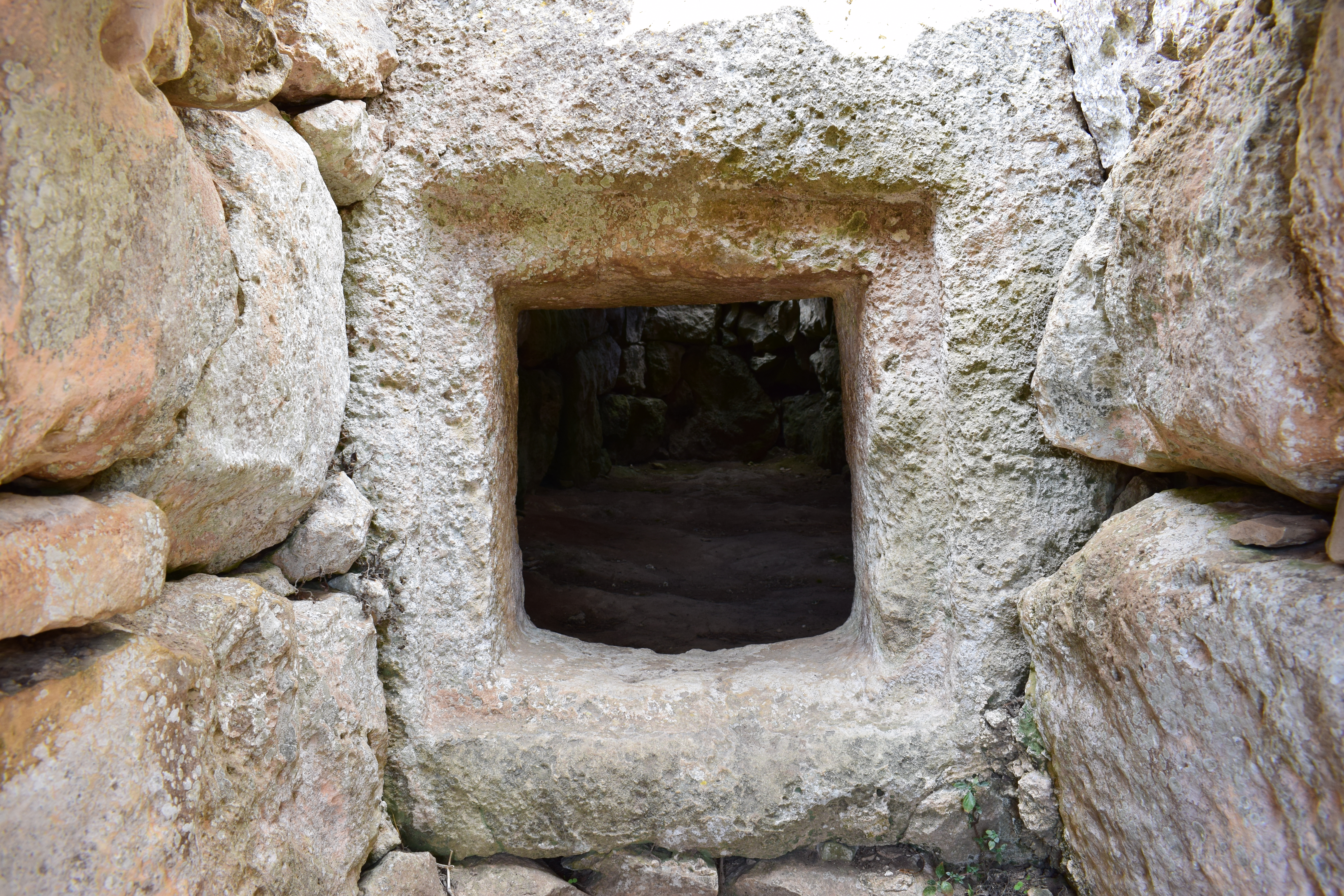
Naveta nord : ouverture en « porte de four » avec feuillure.
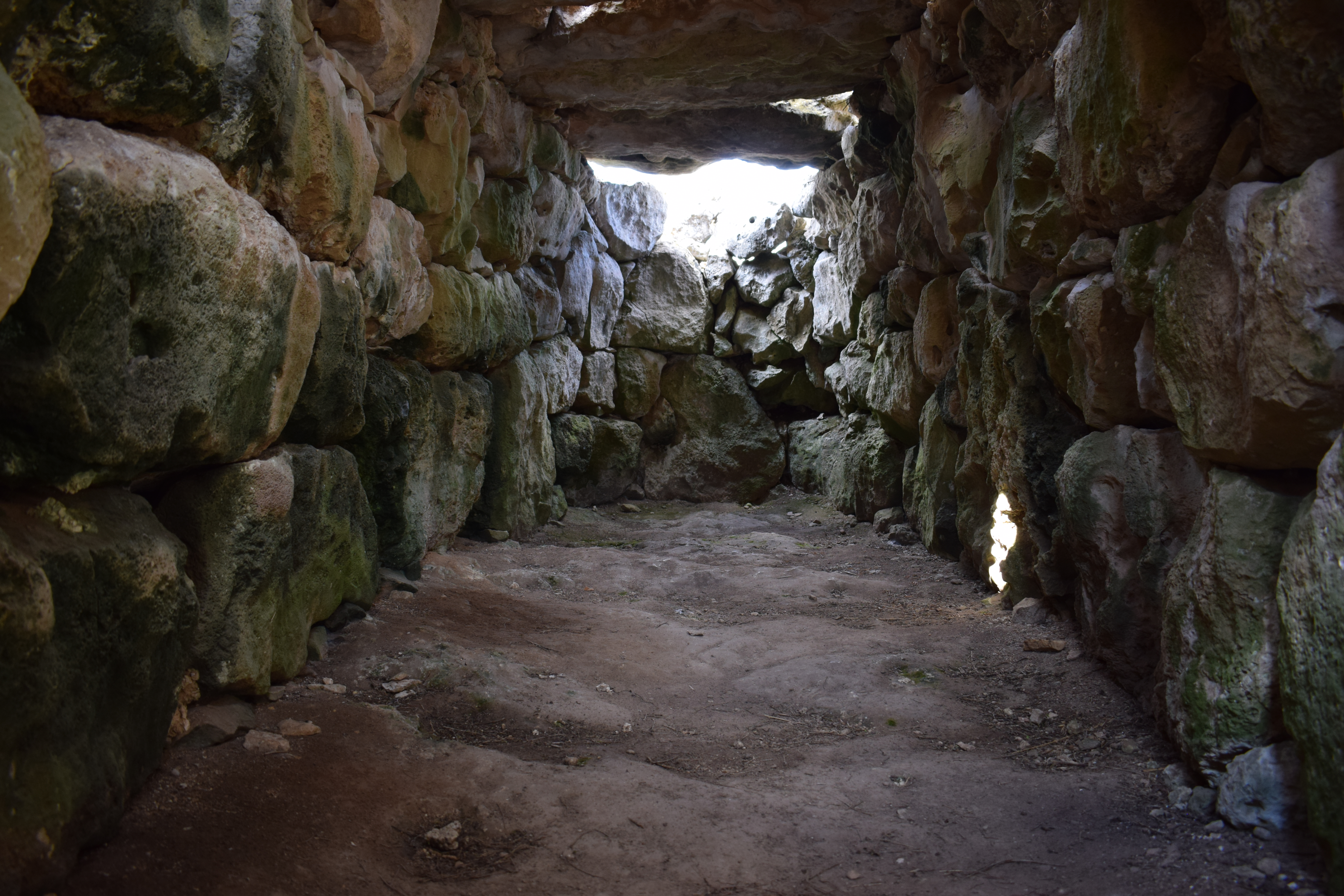
Naveta nord : abside de la chambre.
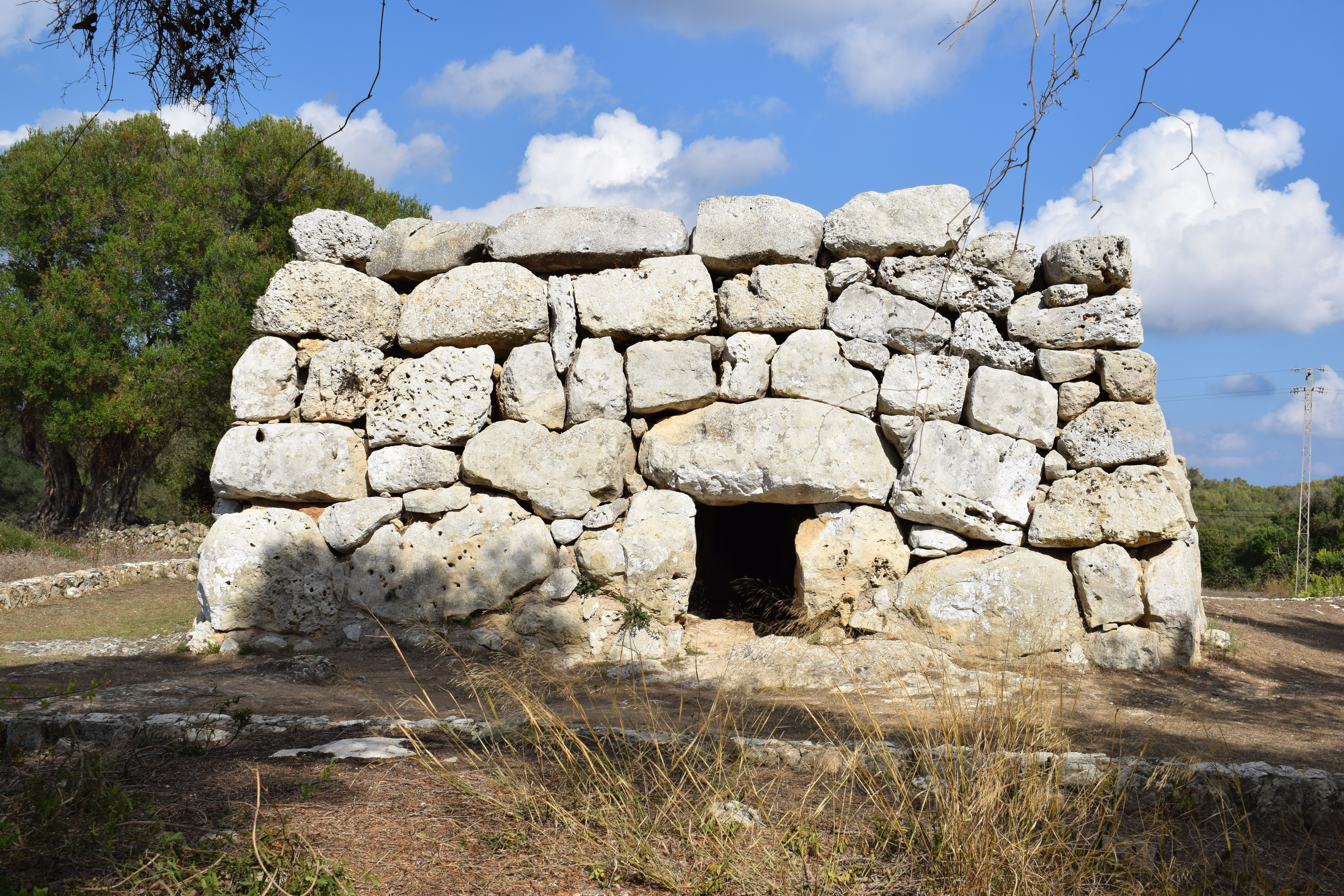
Naveta sud : façade.
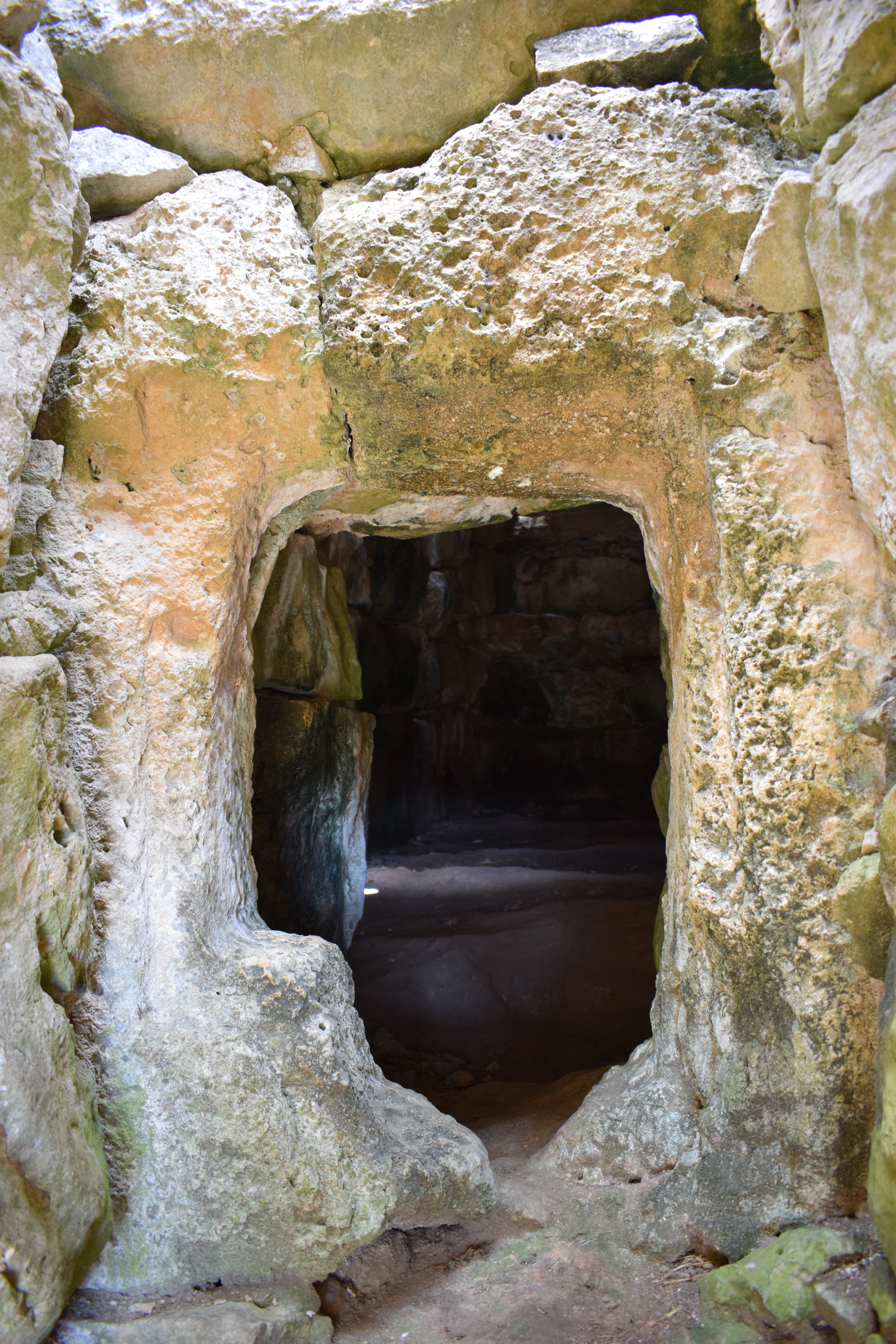
Naveta sud : entrée de la chambre.
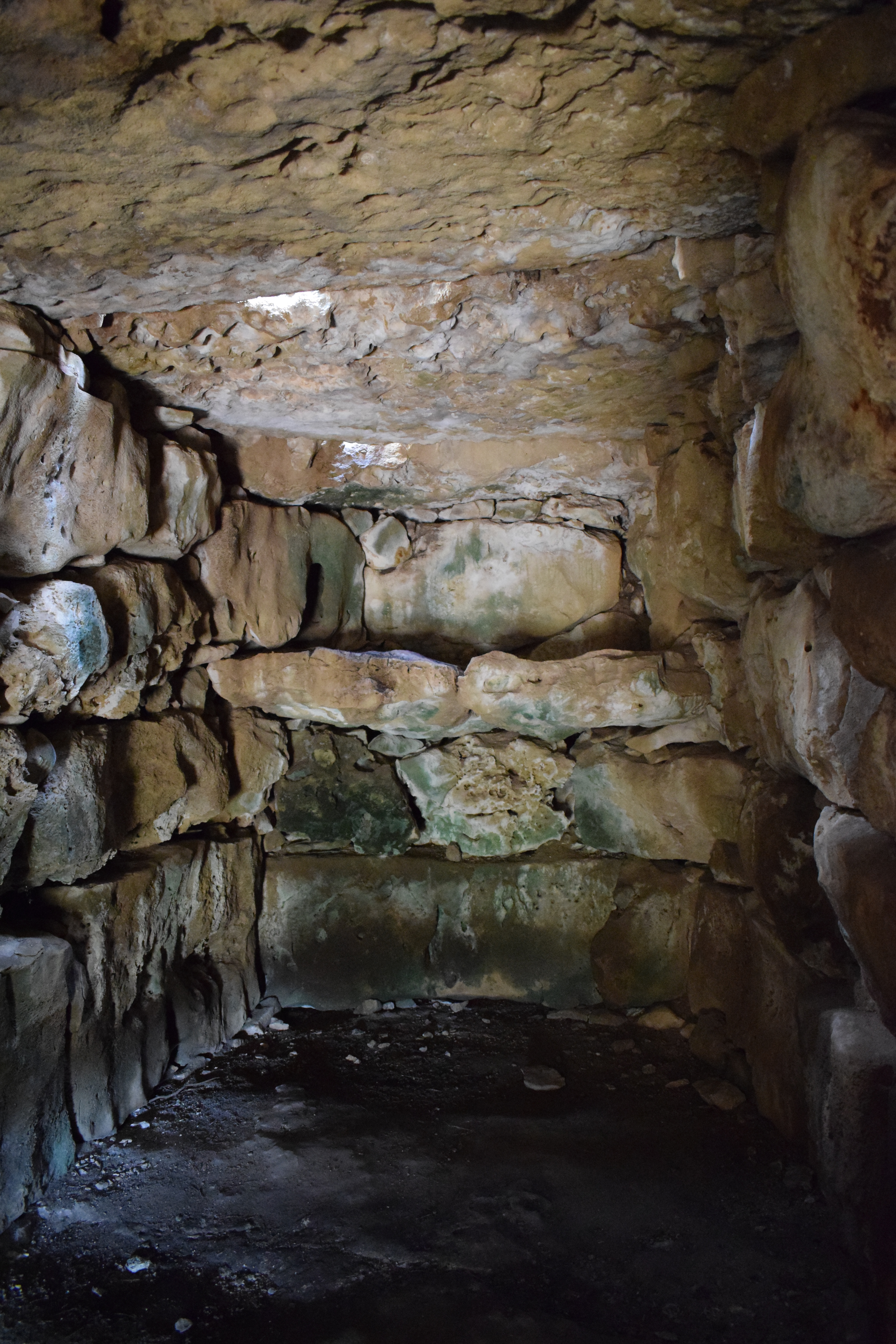
Naveta sud : abside avec « étagère ».

## Naveta sud
L'édifice a été restauré en 1968 par Maria Lluïsa Serra Belabre et les deux dernières rangées supérieures de pierre de la façade ne sont pas d'origine. La naveta est sensiblement orientée au nord-est avec une ouverture sur l'extérieur au sud-ouest. Elle mesure 14,2 m de long pour une largeur maximale de 7,70 m. L'entrée de la chambre a été élargie à une époque récente afin d'en faciliter l'usage comme abri à bétail. Au niveau de l'abside, deux dalles plates disposées à mi-hauteur forment comme une étagère, la fonction de cet aménagement reste inconnue.
En 1968, le monument a été fouillé par Guillem Roselló Bordoy et des restes osseux ont été trouvés uniquement dans la chambre supérieure, probablement en raison des pillages antérieurs et de la réutilisation de la chambre inférieure comme abri pour le bétail. Toutefois, Émile Cartailhac signale en avoir vu dans la chambre inférieure quand il visita le monument en 1888 et au début du XXe siècle F. Hernández Sanz rapporte avoir vu de nombreux os entassés sur « l'étagère » dans l'abside de la chambre inférieure. Les ossements découvert dans la chambre supérieure correspondent à au moins quarante-deux individus (hommes, femmes et enfants). Parmi ces ossements, un crâne comportait des traces d'une trépanation à laquelle le sujet, probablement une femme, a survécu durant de longues années.
Le matériel archéologique recueilli correspondait aux fragments d'une poterie, de forme globulaire et sphérique, datée de l'âge du Bronze moyen et à des objets en bronze (perle biconique, fragment de torque ou de bracelet).
Une datation au radiocarbone d'ossements provenant de l'étage supérieur indique une période autour de 1300 av. J.-C. mais cette datation ayant été réalisée plusieurs années après les fouilles est controversée.